# Oro Valley
Oro Valley è una città della contea di Pima nell'Arizona, negli Stati Uniti. Situata a 9,7 km a nord di Tucson e a 180 km a sud-est di Phoenix, la capitale dello Stato, al censimento del 2020 aveva una popolazione di 47 070 abitanti.
Nota per essere sede di grandi industrie tecnologiche, si trova alle pendici occidentali dei monti Santa Catalina, in cima alla Pusch Ridge. I monti Tortolita, situati a nord, permettono di avere un'ampia vista della valle di Tucson a sud. La località ospita eventi di sport invernali e tornei di golf, anche di carattere internazionale.

## Geografia fisica
Secondo l'Ufficio del censimento degli Stati Uniti, ha una superficie totale di 35,64 mi² (92,31 km²).

## Storia
Un tempo nell'area di Oro Valley abita la tribù degli Hohokam. La città odierna fu fondata nel 1874 da George Pusch, un immigrato tedesco, che costruì una fattoria nei dintorni. Dagli anni 1980 la città ha vissuto una crescita esponenziale; oggigiorno è un sobborgo di Tucson.

## Società

### Evoluzione demografica
Secondo il censimento del 2020, la popolazione era di 47 070 abitanti.